# Comté d'Amaous
Ve siècle – 982
Entités précédentes :
- Royaume des Burgondes :
- Maxima Sequanorum

Entités suivantes :
- Royaume de Haute-Bourgogne :
- Comté de Bourgogne

Le comté d'Amaous, qui se situait entre Gray et le val de la Loue, avait Dole comme ville principale. Il était précisément compris entre la Saône, la Seille et la Brenne (affluent de la Seille). Le comté d'Amaous comptait le château des puissants sires de Pesmes, celui du marquisat de Marnay et ceux des baronnies d'Étrabonne et de Ruffey. Tout à l'ouest du comté d'Amaous se trouvaient les terres d'Étienne II d'Auxonne, de la branche cadette des comtes de Bourgogne, qui disposaient de dix villes fortifiées.

## Étymologie
D'après Druoz, Histoire de Pontarlier, p. 29, le nom d'Amaous viendrait de Pagus Amausiorum, Homousiani dérivé du grec et qui veut dire consubstantiels car les anciens habitants étaient orthodoxes alors que les Bourguignons étaient ariens. Pour Dunod, Histoire du comté de Bourgogne, tome 1, p. 93 l'origine est à chercher du côté de Amagétobrie (lieu de la bataille entre les Germains et une coalition celte)  lui-même de Amag, Amago qui signifie lieu situé sur une rivière et de Bria : ville ; deux mots d'origine germanique. Enfin pour Perriciot, Ouvrage des académies de Besançon, tome II, Amaous prend son nom du peuple Amave ou Chamave qui peuplait le vallon de la Loue.

## L'origine du comté
En 293 Constance Chlore (empereur romain) facilitait l'installation des Attuariens sur le Plateau de Langres et ses vallées mais aussi la création de colonies de Chamaves dans la contrée de l'actuelle Dole. Le comté d'Amaous avait été fondé avec l'arrivée des Burgondes en Séquanie dans le courant du Ve siècle et était l'un des cinq composants de la Franche-Comté historique avec les comtés de Scoding (ou Escuens), de Portus, de Warasch (ou Varais) et la ville de Besançon ; cette organisation avait subsisté jusqu'au XIIIe siècle. Lors du partage de la Lotharingie en 870 entre Charles II le Chauve et Louis le Germanique ce dernier eut les comtés de Warasch, de Portus et d'Amaous.

## Sources